# Paul Cassia
Paul Cassia, né en 1972, est un professeur de droit et écrivain français, ainsi qu'ancien président de l'association Anticor.

## Biographie
Docteur en droit en 2000, il est maître de conférences en 2001, agrégé en 2002. Il enseigne le droit public à l'université de Versailles-Saint-Quentin-en-Yvelines puis à l'université Panthéon-Sorbonne.
Il a été maître des requêtes en service extraordinaire au Conseil d'État.
Il est consultant dans un cabinet d'avocats.
Il intervient dans les médias sur les questions d'éthique.
En juillet 2010, aux côtés d'Arnaud Montebourg, Corinne Lepage, Élisabeth Guigou, Aurélie Filippetti ou encore Jean-Jacques Urvoas, il signe « l'appel pour une justice indépendante et impartiale ».
Depuis avril 2024, il est le président de l'association de lutte contre la corruption Anticor.

### Vie privée
Il est le mari d'Emmanuelle Saulnier-Cassia, professeur de droit.

## Engagement politique
Candidat MoDem dans la 13e circonscription des Hauts-de-Seine aux élections législatives de 2012, il échoue au premier tour avec 4,24 % des suffrages. Il appelle à voter pour Julien Landfried (MRC) au second tour.
En 2015, il signe dans Libération une tribune s'opposant à la constitutionnalisation de l'état d'urgence,. Il est également opposé à la constitutionnalisation de la déchéance de nationalité.
En 2017, il publie dans Libération une tribune critique de la loi sur la moralisation de la vie publique.
Il est opposé à la privatisation du Groupe ADP.

### Publications scientifiques

#### Thèse
- L'accès des personnes physiques ou morales au juge de la légalité des actes communautaires, Dalloz, 2002.

#### Ouvrages
- Les référés administratifs d'urgence, LGDJ, 2003.
- Le droit international, le droit européen et la hiérarchie des normes, PUF, 2006.
- Pratique des référés précontractuels, Litec, 2008.
- Les grands arrêts du contentieux administratif, avec Jean-Claude Bonichot et Bernard Poujade, Dalloz, 8e édition, 2022.

### Autres publications
- Robert Badinter : un juriste en politique, Fayard, 2009.
- Conflits d'intérêts : les liaisons dangereuses de la République, Odile Jacob, coll. « Corpus », 2014.
- Contre l'état d'urgence, Dalloz, 2016.

- La République en miettes. L'échec de la start-up nation, Libre & Solidaire, 2019, en accès libre[16].
- La République du futur. Tisser un monde meilleur, Libre & Solidaire, 2019